# Oued ed Dahab
Oued ed Dahab is een provincie in de Marokkaanse regio Oued ed Dahab-Lagouira.
Oued ed Dahab telt 78.854 inwoners op een oppervlakte van 76.948 km².
Oued ed Dahab valt binnen de grenzen van de door Marokko bezette Westelijke Sahara.

## Bestuurlijke indeling
De provincie is bestuurlijk als volgt ingedeeld:
| Name             | Geografische code | Type                | Huishoudens | Inwoners (2004) | Buitenlanders | Marokkanen | Opmerkingen |
| ---------------- | ----------------- | ------------------- | ----------- | --------------- | ------------- | ---------- | ----------- |
| Dakhla           | 391.01.01.        | Gemeente            | 13715       | 58104           | 107           | 57997      |             |
| Bir Anzarane     | 391.05.01.        | Landelijke gemeente | 262         | 6597            | 18            | 6579       |             |
| Gleibat El Foula | 391.05.03.        | Landelijke gemeente | 42          | 2973            | 1             | 2972       |             |
| Mijik            | 391.05.05.        | Landelijke gemeente | 92          | 519             | 5             | 514        |             |
| Oum Dreyga       | 391.05.07.        | Landelijke gemeente | 78          | 3005            | 1             | 3004       |             |
| El Argoub        | 391.09.01.        | Landelijke gemeente | 1012        | 5345            | 6             | 5339       |             |
| Imlili           | 391.09.03.        | Landelijke gemeente | 474         | 2311            | 0             | 2311       |             |

Ben Slimane · Khouribga · Settat · El Jadida · Safi · Boulmane · Fez · Moulay Yacoub · Sefrou · Kénitra · Sidi Kacem · Casablanca · Médiouna · Mohammedia · Nouaceur · Assa-Zag · Guelmim · Tan-Tan · Tata · Boujdour · Es-Semara · Lâayoune · Al Haouz · Chichaoua · Essaouira · Kelâat Es-Sraghna · Marrakech · Al Ismaïlia · El Hajeb · Errachidia · Ifrane · Khénifra · Meknès · Berkane · Figuig · Jerada · Driouch · Nador · Oujda-Angad · Taourirt · Aousserd · Oued ed Dahab · Khémisset · Rabat · Salé · Skhirat-Témara · Agadir-Ida-Ou-Tanane · Inezgane-Aït Melloul · Chtouka-Aït Baha · Ouarzazate · Taroudant · Tiznit · Zagora · Azilal · Béni-Mellal · Chefchaouen · Fahs-Bni Mkada · Larache · Tanger-Asilah · Tétouan · Al Hoceima · Taounate · Taza